# Jakub Šindel
Jakub Šindel (Jihlava, 24 gennaio 1986) è un ex hockeista su ghiaccio ceco, militava come attaccante.

## Palmarès

### Club
- Campionato ceco Under-18: 1

Slavia Praga: 2000-2001
- Extraliga ceca: 1

Sparta Praga: 2005-2006

### Nazionale
- Campionato mondiale di hockey su ghiaccio Under-18: 1

Bielorussia 2004